# Vichera (krai de Perm)
Cet article possède un paronyme, voir Vicherat.
Ne doit pas être confondu avec Vichera (oblast de Novgorod).
La Vichera ou Vichéra (en russe : Вишера) est une rivière de Russie d'Europe, dans le krai de Perm. C'est un affluent gauche de la Kama, donc un sous-affluent de la Volga.

## Géographie
Elle est longue de 415 km et son bassin s'étend sur 31 200 km2.
Ses principaux affluents sont la Iazva et la Kolva. Elle arrose la ville de Krasnovichersk.
La Vichera est gelée de fin octobre - début novembre jusqu'à la fin avril.
Le bassin de la Vichera possède des gisements de diamants.

## Secteur duSLON
Le Vichlag  était le quatrième secteur du SLON, camp à destination spéciale des îles Solovetski, auquel le Vichlag a été rattaché en 1928, une des filiales du premier camp de concentration de l'URSS. Vichera est le titre du récit de Varlam Chalamov sur sa première détention en 1929 dans cette région occidentale de l'Oural comme, condamné SOE, c'est-à-dire élément socialement dangereux .